# 造形研究科
造形研究科（ぞうけいけんきゅうか）は、日本の大学院研究科のうち、造形美術の高度な教育研究を行う機構の1つである。

## 造形学研究科を置く大学
- 武蔵野美術大学
- 東京造形大学
- 城西大学
- 長岡造形大学
- 宝塚造形芸術大学

## 造形研究科と類似する研究科名称
造形学研究科
- 愛知産業大学大学院 造形学研究科

造形芸術研究科
- 名古屋造形大学大学院 造形芸術研究科

メディア造形研究科
- 名古屋学芸大学大学院 メディア造形研究科